# Crisia denticulata
Crisia denticulata is een mosdiertjessoort uit de familie van de Crisiidae. De wetenschappelijke naam van de soort werd, als Cellaria denticulata, voor het eerst geldig gepubliceerd in 1816 door Jean-Baptiste de Lamarck.

## Beschrijving
Deze kwetsbare kolonie kan wel 3 cm hoog worden. De takken wisselen meestal langs de hoofdtakken. De internodiën omvatten 8 tot 19 zooïden, waarbij 11 zooïden het meest voorkomende aantal is. De takken divergeren onder een hoek van ongeveer 45 graden, soms meer. Aan de wortel van de tak (knooppunt) bevindt een mogelijk een beige, buidelachtige voortplantingszooïde (gonozooïde). Elke tak is georganiseerd in vaste segmenten, verbonden door flexibele, zwarte knooppunten, die op sommige van deze afbeeldingen bruine vlekken verschijnen.

## Verspreiding
Deze soort is geregistreerd in het noordpoolgebied, aan beide zijden van de Noord-Atlantische Oceaan, tot in het zuiden als Mexico en Cuba, in de Middellandse Zee en in de Grote Oceaan, langs de kust van Japan. C. denticulata leeft op een breed scala aan substraten, waaronder algen, hydroïdpoliepen, rotsen en schelpen, op elke diepte van de subtidale zone tot 700 meter diep.